# Sylia Stingray
Sylia Stingray (?, Stingray Sylia), è un personaggio dell'anime Bubblegum Crisis, del suo spin-off Bubblegum Crash e del suo remake Bubblegum Crisis Tokyo 2040. È doppiata in originale da Sakakibara Yoshiko, mentre in Italia da Barbara De Bortoli.

## Biografia
Priss è il capo delle Knight Sabers, il gruppo di vigilantes donne che si occupano di combattere i boomer della GENOM. È la figlia del Dr. Katsuhito Stingray, colui che ha inventato i boomers ed ucciso dal capo della GENOM Brian J. Mason, ed è a sua volta una brillante scienziata oltre che proprietaria della boutique The Silky Doll, quartier generale delle Sabers.
Non si sa molto del passato della donna, oltre a conoscere l'identità del padre ed il fatto di avere un fratello minore, di nome Mackey Stingray. Ci sono indizi nel corso della serie che la stessa Sylia sia un boomer, o comunque un essere umano potenziato. Dopo la morte del padre ha messo in piedi il proprio giro d'affari per finanziare lo sviluppo degli esoscheletri utilizzati dalle Sabers. La propria armatura si distingue dalla altre per il suo colore blu chiaro.
Nella serie televisiva Bubblegum Crisis Tokyo 2040, il personaggio di Sylia è completamente differente da quello degli OAV. Nella serie originale, infatti, Sylia è fredda e razionale, priva di grandi slanci emozionali, benché funga per le compagne anche da sorella maggiore. Nella serie TV invece il personaggio è eccentrico e facile a sbalzi di umore piuttosto violenti. La Sylia di Tokyo 2040 ha anche un fidanzato di nome Nigel Kirkland, meccanico del padre. Inoltre il suo esoscheletro è di colore bianco.
In questa versione, Sylia Stingray è un essere umano proveniente da una famiglia piuttosto anomala: sia lei che suo padre venivano usate come cavie da laboratorio per gli esperimenti del padre. Anche suo fratello Mackey è un boomer, ed entrambi sono collegati con Galatea, il super boomer antagonista principale delle Knight Sabers.